# Cynthia Cockburn
Cynthia Cockburn (1934 - 12 septembre 2019), est une universitaire britannique, féministe et militante pour la paix.

## Carrière
Les recherches de Cynthia Cockburn portent sur les questions de genre, les processus de guerre et de construction de la paix, ceux du travail et du syndicalisme, et la question des réfugiés. Elle était active dans le mouvement international des femmes pour la paix,.
Elle est professeure invitée au Département de sociologie de City University, professeure honoraire au Centre d'étude des femmes et du genre de l'Université de Warwick,,, docteur Honoris Causa de l’université de Lund en Suède.
Antimilitariste, elle s'est activement impliquée dans plusieurs organisations pacifistes. Elle fait partie des fondatrices de Women Against War in the Gulf qui deviendra Women Against War Crime à la suite de la guerre en Bosnie avant de rejoindre en 1993 le mouvement international Women in Black qui s'était étendu notamment en Italie et en Yougoslavie  après avoir été initié par le groupe Femmes en noir de Jérusalem. Elle participe également à Women Against Fundamentalism, le Forum européen des féministes socialistes, et a été membre de la Ligue internationale des femmes pour la paix et la liberté.
En tant qu'universitaire et activiste, Cynthia Cockburn a participé à de nombreuses conférences. En mai 2017, elle est honorée lors de la Conférence sur le genre et la paix d'Istanbul et a prononcé le discours d'ouverture,.
Cynthia Cockburn a été sélectionnée pour figurer dans le projet de la British Library, « Sisterhood and After », une archive d'histoire orale des féministes actives dans les années 1970-1980.
Le 14 octobre 2017, la revue Feminist Review célèbre la contribution de Cockburn au féminisme académique en co-organisant un événement avec le SOAS Center for Gender Studies et en mettant en accès gratuit un certain nombre de ses publications.

## Publications

### Articles
Cynthia Cockburn est largement publié dans des revues universitaires, notamment dans Feminist Review , Gender & Development, Journal of Classical Sociology, Peace in Process. Elle a également écrit pour The Guardian,, Red Pepper, Peace News, IndyMedia UK et OpenDemocracy.

### Ouvrages
Cynthia Cockburn a publié un certain nombre de livres sur ses recherches, notamment :

#### Sur genre, travail et technique
- (en) Brothers : Male Dominance and Technical Change, Londres, Pluto Press, 1983 (ISBN 0-86104-384-7)
- (en) Machinery of Dominance : Women, Men and Technical Know-how, Londres, Pluto Press, 1985 (ISBN 0-7453-0065-0)
- (en) Two-Track Training : Sex Inequalities and the Youth Training Scheme, Londres, Macmillan, coll. « Youth Questions Series », 1987 (ISBN 0-333-43289-4)
- (en) In the Way of Women : Men's Resistance to Sex Equality in Organizations, Londres, Macmillan, 1991 (ISBN 0-333-54913-9)

Deux livres issu d'un programme de recherche sur le genre et les technologies domestiques mené par des chercheuses féministes d'Europe de l'Ouest et de l'Est.
- (en) Cynthia Cockburn et Susan Ormrod, Gender and Technology in the Making : Women, Men and Technical Know-how, Londres, Sage Publications, 1993 (ISBN 0-8039-8811-7)
- (en) Cynthia Cockburn (dir.) et Ruza Fürst Dilić (dir.), Bringing Technology Home : Gender and Technology in a Changing Europe, Open University Press, 1985 (ISBN 0-335-19158-4)

#### Sur le genre et l'antimilitarisme
- (en) The Space Between Us : Negotiating Gender and National Identities in Conflict, Londres, Zed Books, 1998 (ISBN 1856496171)
- (en) The Line : Women, Partition and the Gender Order in Cyprus, Londres, Zed Books, 2004 (ISBN 1842774204)
- (en) From Where We Stand : War, Women’s Activism and Feminist Analysis, Londres, Zed Books, 2007 (ISBN 9781842778210)
- (en) Antimilitarism : Political and Gender Dynamics of Peace Movements, Palgrave Macmillan, 2012 (ISBN 978-0230-35974-1)
- Des femmes contre le militarisme et la guerre, La Dispute, 2015 (ISBN 978-2-84303-252-3)

#### Sur l'histoire de réfugiées à Londres
- (en) Looking to London : Stories of War, Escape and Asylum, Londres, Pluto Press, 2017 (ISBN 9780745399218)